# Dentro me (J-Ax)
Dentro me è un brano musicale del rapper italiano J-Ax, ottava traccia del quarto album in studio Meglio prima (?), pubblicato il 30 agosto 2011 dalla Best Sound.
Per il brano è stato realizzato un video, pubblicato il 29 aprile 2011 sul canale YouTube del rapper.